# Rebel Heart Tour (album)
Rebel Heart Tour è un album dal vivo della cantautrice statunitense Madonna, pubblicato nel 2017. Il disco è frutto delle registrazioni avvenute durante il suo decimo tour mondiale, l'omonimo Rebel Heart Tour, intrapreso tra il 2015 ed il 2016.
Per la versione video furono registrate le tappe del 19 e del 20 marzo 2016 a Sydney, (Australia).

## Tracce

### Versione doppio CD
CD 1
1. Rebel Heart Tour Intro – 3:57
2. Iconic – 4:39 (Madonna, Thomas Wesley Pentz, Maureen McDonald, Toby Gad, Ariel Rechtshaid, Uzoechi Emenike)
3. Bitch I'm Madonna – 3:39 (Madonna, Thomas Wesley Pentz, Ariel Rechtshaid, Maureen McDonald, Toby Gad, Nicki Minaj, Samuel Long)
4. Burning Up – 4:28 (Madonna)
5. Holy Water / Vogue – 6:05 (Madonna, Martin Kierszenbaum, Natalia Cappuccini, Mike Dean, Kanye West, Tommy Brown / Madonna, Shep Pettibone)
6. Devil Pray – 4:17 (Madonna, Tim Bergling, Carl Falk, Rami Yacoub, Savan Kotecha, Dacoury Natche, Michael Diamonds, Arash Pournouri)
7. Body Shop – 4:07 (Madonna, Toby Gad, Maureen McDonald, Larry Griffin Jr., Michael Tucker, Dacoury Natche)
8. True Blue – 3:00 (Madonna, Stephen Bray)
9. Deeper and Deeper – 4:52 (Madonna, Shep Pettibone, Anthony Shimkine)
10. HeartBreakCity – 4:38 (Madonna, Tim Bergling, Tobias Jimson, Arash Pournouri, Paloma Stoecker)
11. Like a Virgin – 4:52 (Tom Kelly, Billy Steinberg)

CD 2
1. Living for Love – 5:11 (Madonna, Thomas Wesley Pentz, Maureen McDonald, Toby Gad, Ariel Rechtshaid, Uzoechi Emenike)
2. La Isla Bonita – 5:03 (Madonna, Patrick Leonard, Bruce Gaitsch)
3. Dress You Up / Into the Groove – 5:35 (Peggy Stanziale, Andrea LaRusso / Steve Bray, Madonna)
4. Rebel Heart – 3:47 (Madonna, Tim Bergling, Arash Pournouri, Salem Al Fakir, Magnus Lidehäll, Vincent Pontare)
5. Music – 3:36 (Madonna, Mirwais Ahmadzaï)
6. Candy Shop – 2:54 (Pharrell Williams, Madonna)
7. Material Girl – 4:02 (Peter Brown, Robert Rans)
8. La Vie en rose – 3:17 (Édith Piaf, Louiguy)
9. Unapologetic Bitch – 7:06 (Madonna, Thomas Wesley Pentz, Maureen McDonald, Toby Gad, Ariel Rechtshaid)
10. Holiday – 5:44 (Curtis Hudson, Lisa Stevens)
11. Like a Prayer – 4:12 (Madonna, Patrick Leonard)

### DVD/Blu-ray/Digitale
1. Rebel Heart Tour Intro
2. Iconic
3. Bitch I'm Madonna
4. Burning Up
5. Holy Water / Vogue
6. Devil Pray
7. Messiah (Video interlude)
8. Body Shop
9. True Blue
10. Deeper and Deeper
11. HeartBreakCity
12. Like a Virgin
13. S.E.X. (Video interlude)
14. Living for Love
15. La Isla Bonita
16. Dress You Up / Into the Groove
17. Rebel Heart
18. Illuminati (Video interlude)
19. Music
20. Candy Shop
21. Material Girl
22. La Vie en Rose
23. Unapologetic Bitch
24. Holiday
25. An excerpt from Tears of a Clown
26. Like a Prayer

Bonus track dell'edizione giapponese
1. Take a Bow